# Islam in Palestina

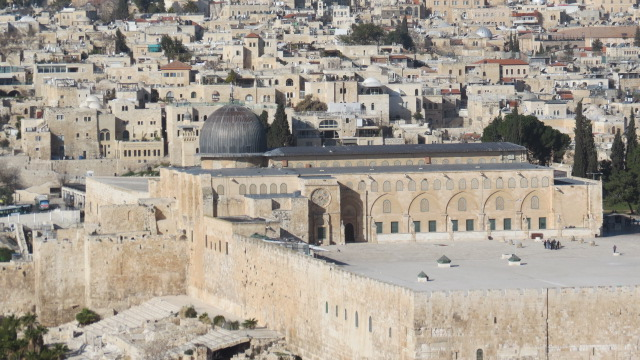
De Al-Aksa-moskee in Jeruzalem.

De islam in Palestina is de religie van de meerderheid van de bevolking die in de Palestijnse gebieden wonen. Ongeveer 75% van de Palestijnen op de Westelijke Jordaanoever en 99% van de Gazastrook is moslim.
De meeste Palestijnse moslims zijn soennieten die de shafiietische rechtsschool en de rechtsschool volgen. Een kleine minderheid zijn druzen die zichzelf geen moslim noemen maar wel afgesplitst zijn van het sjiisme.
De islam deed zijn intrede in Palestina tijdens het Kalifaat van de Rashidun onder leiding van kalief Omar ibn al-Chattab in het jaar 636. Sindsdien hebben verschillende islamitische dynastieën het land geregeerd met uitzondering van de periode van de kruistochten.
In de Palestijnse hoofdstad Jeruzalem bevindt zich de Al-Aqsamoskee, de derde heilige moskee na de moskeeën in Mekka en Medina. De Al-Aqsamoskee is de plaats waar de profeet Mohammed naar de hemel steeg.